# IC 2862
IC 2862 ist eine Linsenförmige Galaxie vom Hubble-Typ S0 im Sternbild Löwe an der Ekliptik. Sie ist schätzungsweise 721 Millionen Lichtjahre von der Milchstraße entfernt und hat einen Durchmesser von etwa 40.000 Lichtjahren.
Im selben Himmelsareal befinden sich u. a. die Galaxien IC 2829, IC 2837, IC 2852, IC 2878.
Das Objekt wurde am 27. März 1906 vom deutschen Astronomen Max Wolf entdeckt.